# Geolycosa egena
Geolycosa egena là một loài nhện trong họ Lycosidae.
Loài này thuộc chi Geolycosa. Geolycosa egena được Ludwig Carl Christian Koch miêu tả năm 1877.